# Cola hypochrysea
Cola hypochrysea é uma espécie de angiospérmica da família Sterculiaceae.
Pode ser encontrada nos Camarões e Nigéria.
Está ameaçada por perda de habitat.